# Semiothisa pressaria
Semiothisa pressaria là một loài bướm đêm trong họ Geometridae.